# Gum 25
Gum 25, également connue sous le nom de RCW 40, est une nébuleuse diffuse visible dans la constellation des Voiles.
Elle se situe à peu près à mi-chemin entre les étoiles λ Velorum et δ Velorum, dans une région du ciel riche en nébuleuses où la formation stellaire est active, notamment avec la nébuleuse des Voiles. Elle est observable sur des photographies prises avec des télescopes puissants.
Il s'agit d'une région HII faisant partie du nuage moléculaire des Voiles (VMR), où le phénomène de formation stellaire est actif. En son sein se trouve un riche amas ouvert composé d'étoiles très jeunes, dont la radiation ultraviolette éclaire et ionise le gaz environnant. Une grande partie des étoiles de cette région est partiellement ou totalement masquée par d'épaisses nappes de poussière interstellaire. Sa distance (également cataloguée sous le nom de BBW224) est estimée à environ 1 800 pc (∼5 870 al), ce qui la place à la même distance que le nuage moléculaire géant connu sous le nom de VMR B. La principale source d'ionisation de ses gaz est une étoile bleue de séquence principale de type spectral O9V, cataloguée sous le nom de CD -48 4352, et appartenant à l'association Vela OB1. Autour du nuage, une grande structure en anneau de poussière est présente, incluant plusieurs zones plus denses et lumineuses où un processus de effondrement gravitationnel est en cours, menant à la formation de nouvelles étoiles. Le nuage abrite également un jeune amas profondément enfoui dans les gaz, catalogué sous le numéro 251 dans un recensement publié en 2003.